# Valeriana pauciflora
Valeriana pauciflora är en kaprifolväxtart som beskrevs av André Michaux. Valeriana pauciflora ingår i släktet vänderötter, och familjen kaprifolväxter. Inga underarter finns listade i Catalogue of Life.

## Bildgalleri

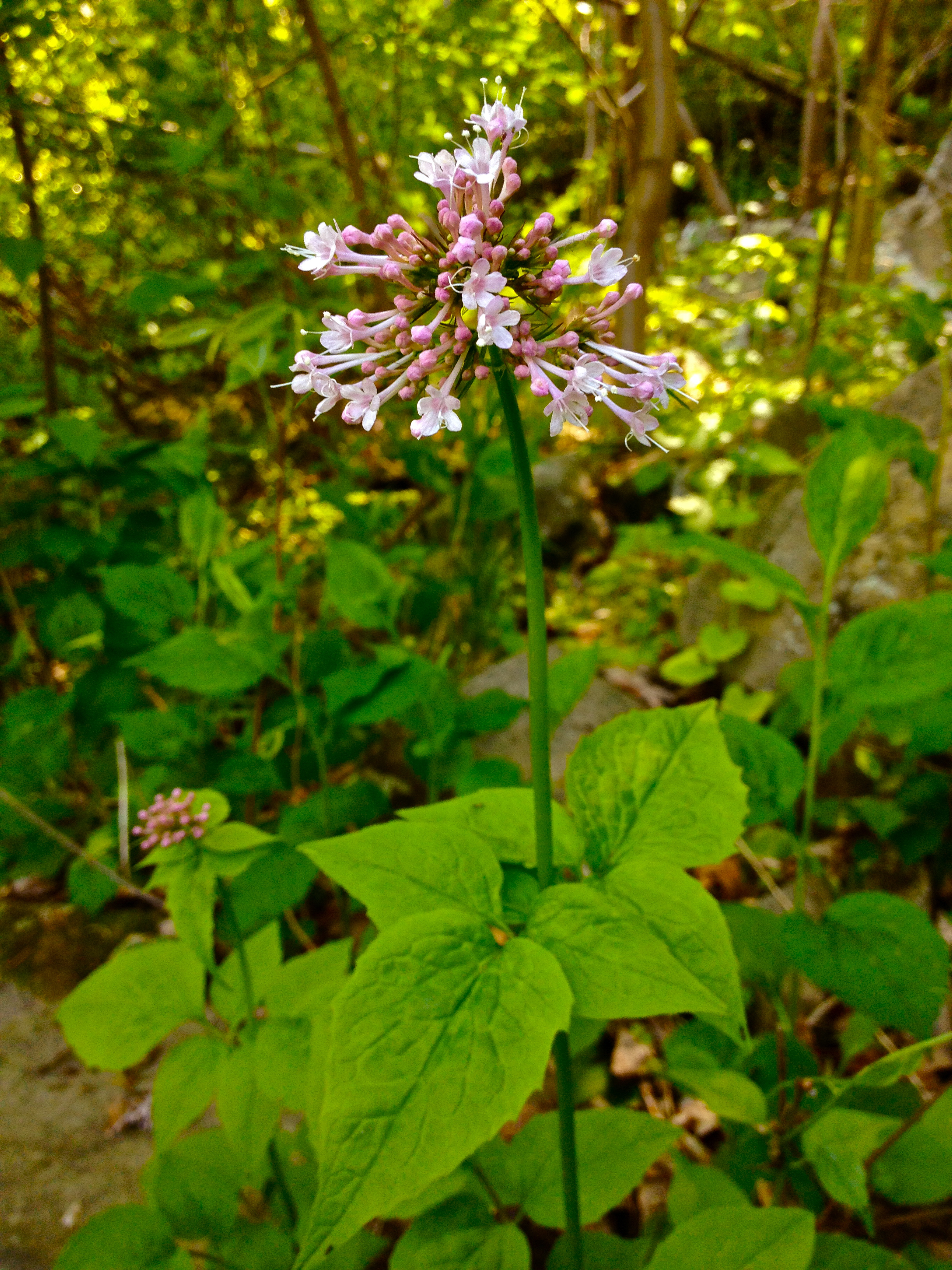